# Signature based intrusion detection system
Un Signature Based Intrusion Detection System è una tipologia di  Intrusion detection system che rileva violazioni alla sicurezza informatica attraverso un'analisi del sistema alla ricerca di segni caratteristici delle violazioni informatiche. 
Ogni violazione utilizza una o più falle della sicurezza informatica e modifica il sistema in modo caratteristico. I sistemi basati su Signature hanno un database ove sono memorizzate tutte le violazioni conosciute con le loro firme caratteristiche cioè le modifiche che apportano al sistema per violare la sicurezza dello stesso. Il sistema periodicamente analizza il sistema confrontandolo con i dati contenuti nel database alla ricerca di corrispondenze. Una volta identificata una corrispondenza, segnala all'operatore una violazione in atto.
Questi sistemi hanno un bassissimo numero di falsi positivi, quindi sono molto affidabili ma hanno il grave difetto di non essere in grado di riconoscere violazioni applicate con nuovi stratagemmi o violazioni note alle quali sono state apportate delle piccole varianti.